# 小野岳
小野岳（おのだけ）は、福島県南会津郡下郷町北部にある標高1,383mの山。二等三角点「小野岳」設置。大川羽鳥県立自然公園に属する。
うつくしま百名山に選定されている。

## 概要
会津盆地の南側に位置し、会津盆地を取り囲む明神ヶ岳、博士山、大戸岳などの山々の一つ。東に阿賀川（大川）、南と西にその支流の小野川に囲まれ、急斜面をもって聳える。山体は流紋岩からなり、山頂付近には平坦地がある。北東斜面には半径500mほどの馬蹄形をした崩壊壁があり、その崖下には土石流堆積地とそれに伴って形成された堰止湖沼尾沼がある。
山中はブナ、ミズナラ、ダケカンバが茂る。
西に会津西街道（下野街道）の宿場町大内宿、南に湯野上温泉、東に大川ダムがある。

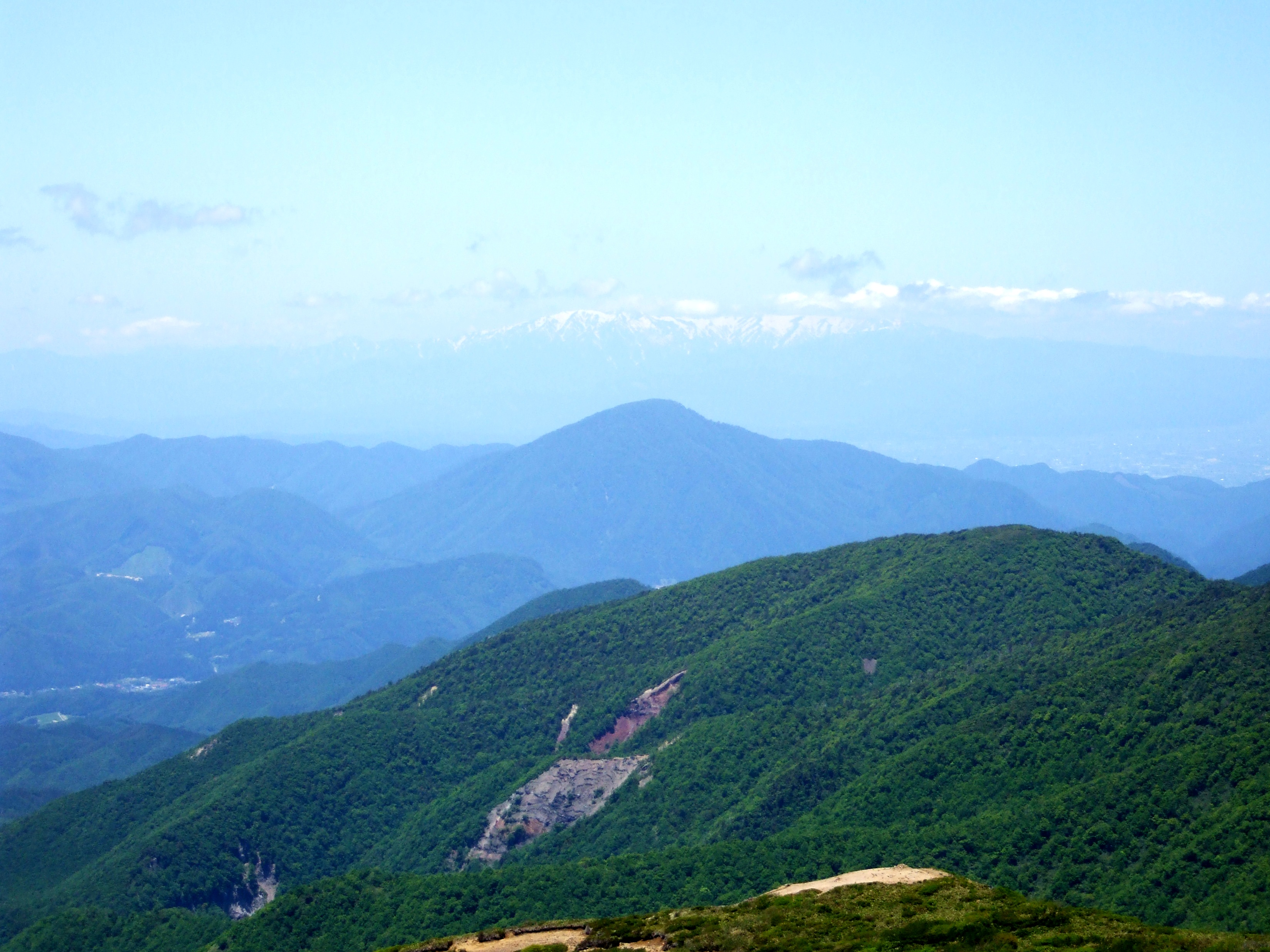
南南東の三本槍岳から望む小野岳（中央）。

## 歴史
古くは足借山（あしがらやま）と呼ばれた。山頂の平坦部は堂平（どうたいら）といい、小野明神を祀る社があったといわれ、長者屋敷、牛道の地名が残る。江戸時代の文化年間に編纂された『新編会津風土記』では、「小野嶽　昔足借山ト称セシ者（ハ）是ナリ、絶頂ヲ堂平ト称ス、小野明神ノ鎮座アリシ処トテ社跡猶存セリ、又昔此山中ニ住居セシ人アリシニヤ、長者屋敷・牛道ナト唱（称）フル旧跡残レリ」とある。

## 登山ルート
大内宿側の大内登山口から約1時間30分。湯野上温泉側の小野登山口から約2時間。大川ダムによって水没した沼尾集落跡から沼尾沼を経由する沼尾コースは廃道化している。